# Nowodwór (powiat rycki)
Nowodwór – wieś (XVI w.–1820 miasto) w Polsce położona w województwie lubelskim, w powiecie ryckim, w gminie Nowodwór.
| SIMC    | Nazwa   | Rodzaj    |
| ------- | ------- | --------- |
| 0388027 | Hektary | część wsi |

Nowodwór uzyskał lokację miejską w 1556 roku. Prywatne miasto szlacheckie położone było w drugiej połowie XVI wieku w ziemi stężyckiej. Do 24 października 1820 Nowodwór miał prawa miejskie. W latach 1975–1998 miejscowość należała administracyjnie do województwa lubelskiego. 
Tutaj urodził się Wacław Nałkowski – ojciec Zofii.  
Miejscowość jest sołectwem, siedzibą gminy Nowodwór i parafii św. Wojciecha (kościół pod tym samym wezwaniem). Według Narodowego Spisu Powszechnego z roku 2011 wieś liczyła 534 mieszkańców.